# Florence Sancroft
Florence Adelaide Ives Sancroft, posteriorment coneguda amb el nom de casada Florence Plume (Hoxton, Londres, 30 de desembre de 1902 – Islington, Londres, 22 de gener de 1978) va ser una nedadora anglesa que va competir a començaments del segle xx.
El 1920 va prendre part en els Jocs Olímpics d'Anvers, on va disputar els 300 metres lliures del programa de natació. Quedà eliminada en semifinals.